# سالي سار
سالي سار (6 مايو 1986 بفرنسا - ) (بالفرنسية: Sally Sarr)‏ هو لاعب كرة قدم فرنسي في مركز الدفاع. لعب مع نادي لوزيرن ونادي لوهافر وThrasyvoulos F.C. ‏ ونادي ويل.

## وصلات خارجية
- سالي سار على موقع قاعدة بيانات كرة القدم.إي يو (الإنجليزية)
- سالي سار على موقع ناشيونال فوتبول تيمز (الإنجليزية)
- سالي سار على موقع Soccerway.com (الإنجليزية)
- سالي سار على موقع عالم كرة القدم.نت (الإنجليزية)